# Portami in città
Portami in città (Take Me to Town) è un film del 1953 diretto da Douglas Sirk.
È una commedia western a sfondo avventuroso statunitense con Ann Sheridan, Sterling Hayden e Phillip Reed.

## Trama
L'agente penitenziario federale Ed Daggett sta accompagnando, sul treno, ammanettati, Mae Madison e Newton Cole. Mae riesce a fuggire gettandosi da un finestrino infranto, e Newton mette fuori combattimento Ed.
Più avanti Mae, sotto il nome di Vermilion Stewart, si è rifatta una vita come cantante e ballerina nel café chantant/saloon di Rose, nella piccola cittadina di Timberline. Qui, i tre figli maschi, non più che decenni, del vedovo Will Hall, boscaiolo e predicatore religioso, stanno cercando una nuova moglie per il padre (senza che il padre lo sappia). Scartata la bacchettona Edna Stoffer, che pure avrebbe una predilezione per Will, i tre bambini si imbattono casualmente in Vermilion, ne rimangono affascinati, e le fanno la proposta matrimoniale.
Vermilion, che non ha intenzione di sposarsi, pur divertita dalla singolare intraprendenza dei bambini, rifiuta la proposta, tanto più in quanto effettuata "a scatola chiusa". Quando però Ed Daggett si presenta in città alla sua ricerca, a Vermilion non rimane che trovare rifugio nell'abitazione di Will, del quale fa la conoscenza.
Will, inizialmente riluttante, finisce coll'accettare Vermilion in qualità di collaboratrice domestica, specie dopo che la donna ha dimostrato di essere d'aiuto ai bambini salvando il più piccolo di essi dalle grinfie di un pericoloso orso. Mentre il rapporto fra Will e Vermilion, della quale si apprende che, innocente, era stata accusata ingiustamente, si approfondisce, le comari del paesino e tutti i benpensanti di Timberline si coalizzano contro la donna, dal passato sconosciuto e dall'ambiguo mestiere di chanteuse.
La comunità bigotta di Timberline comincia a cambiare opinione sul conto di Vermilion solo quando quest'ultima, aiutata da Rose, contro il parere di Edna, organizza, per racimolare i fondi per la costruzione di una nuova chiesa, uno spettacolo, nel quale persino le due anziane zitelle, sorelle Pickett, si distinguono per l'esecuzione danzata della canzone "Portami in città".
Lo spettacolo viene disturbato dal contemporaneo presentarsi sul luogo di Newton Cole, che intenderebbe riallacciare il rapporto con Vermilion, e, sulle sue tracce, di Ed Daggett. Will cattura Newton.
Fra Vermilion e Will è intanto sbocciato l'amore, con la piena approvazione dei bambini. La donna, ormai accettata dalla comunità, si ricicla come insegnante rurale della cittadina.

## Produzione
Il film, diretto da Douglas Sirk su una sceneggiatura e un soggetto di Richard Morris, fu prodotto da Leonard Goldstein e Ross Hunter per la Universal Pictures e girato negli Universal Studios a Universal City, California, dall'inizio di ottobre all'8 novembre del 1952. I titoli di lavorazione furono Flame of Timberline e Vermilion O'Toole.

## Distribuzione
Il film fu distribuito con il titolo Take Me to Town negli Stati Uniti dal 19 giugno 1953 al cinema dalla Universal Pictures.
Altre distribuzioni:
- in Turchia nel marzo del 1955 (Babamizi Evlendirecegiz)
- in Danimarca il 26 febbraio 1960
- in Germania Ovest il 30 agosto 1974 (in TV) (Eine abenteuerliche Frau)
- in Brasile (Mulher de Fogo)
- in Grecia (Pare me mazi sou)
- in Italia (Portami in città)

## Promozione
La tagline è: The tall, tall tale of Vermillion O'Toole..